# Separatkloakering
Ved separatkloakering (eller kloakseparering) adskilles et kloaksystems spildevand og regnvand i separate rør, så det kan bortledes til hvert sit renseanlæg. Herved mindskes belastningen på kloaksystemet, samt risikoen for oversvømmelser. Separatkloakering modvirker ligeledes, at forurenet vand ender i naturen.
I 2019 var tre fjerdedele af de danske kommuner i gang med eller havde planer om separatkloakering, som for de fleste nybygninger er gjort til et lovkrav.